# Argia tupi
Argia tupi – gatunek ważki z rodziny łątkowatych (Coenagrionidae). Występuje w Ameryce Południowej; stwierdzony w Brazylii (w stanach Mato Grosso i Minas Gerais) oraz Boliwii.